# Onthophagus quadridentatus
Onthophagus quadridentatus är en skalbaggsart som beskrevs av Fabricius 1798. Onthophagus quadridentatus ingår i släktet Onthophagus och familjen bladhorningar. Inga underarter finns listade i Catalogue of Life.